# Dinagat, Quần đảo Dinagat

Bản đồ của Quần đảo Dinagat với vị trí của Dinagat

Dinagat là một đô thị hạng 5 ở tỉnh Quần đảo Dinagat, Philippines. Theo điều tra dân số năm 2000, đô thị này có dân số 9.883 người trong 1.932 hộ.

## Các đơn vị hành chính
Dinagat được chia thành 12 barangay.
- Bagumbayan
- Cab-ilan
- Cabayawan
- Cayetano
- Escolta (Pob.)
- Gomez
- Justiniana Edera
- Magsaysay
- Mauswagon (Pob.)
- New Mabuhay
- Wadas
- White Beach (Pob.)